# Вержбовский, Владислав
Владислав Вержбовский (1612—1657) — государственный и военный деятель Речи Посполитой, каштелян иновлудский и иновроцлавский (1651), воевода бжесць-куявский (1655—1657).

## Биография
Представитель польского шляхетского рода Вержбовских герба «Ястржембец». Сын каштеляна иновроцлавского Николая Вержбовского (ок. 1586—1639), и Урсулы Грудзинской, дочери каштеляна накельского Стефана Грудзинского. Его братья — Иероним (ум. 1665), Стефан (1620—1687), Войцех и Зигмунд.
Первоначально владел староствами шадковским, бобровницким и дыбовским. В 1651 году Владислав Вержбовский получил должность каштеляна иновроцлавского и иновлудского.
В 1655—1657 годах он занимал пост воеводы бжесць-куявского. В чине полковника отличился в войнах Речи Посполитой с крымскими татарами и украинскими казаками. В 1651 году Владислав Вержбовский участвовал в битве под Берестечком.
Скончался в возрасте 45 лет во время осады Варшавы в 1657 году.

## Семья и дети
Он был женат на Гризельде Жалинской, дочери воеводы мальборкского Самуила Жалинского. Супруги имели 3 сыновей и 3 дочерей:
- Анджей
- Людвиг, хорунжий ленчицкий
- Николай, каштелян ковальский
- Домичелла, жена Станислава Варшицкого, каштеляна краковского
- Элеонора, жена Мниевского
- София Текреза, жена с 1666 года Якуба Оссолинского (ум. 1713)